# منيرة سلطان بنت أحمد
منيرة سلطان بنت أحمد هي ابنة الشاهزاده العثماني أحمد كمال الدين بن عبد المجيد. وُلدت في 17 مايو 1880 في قصر طولمة باغجة، وتوفيت في 7 أكتوبر 1939 في نيس.